# Herbert Rehbein
Pour les articles homonymes, voir Rehbein.
Herbert Rehbein (né le 3 novembre 1946 à Ziegenhain, aujourd'hui intégré à Schwalmstadt, mort le 1er juillet 1997 à Grönwohld) est un cavalier de dressage et entraîneur allemand.

## Biographie
Herbert Rehbein naît dans une famille qui n'a aucun lien avec l'équitation. À 15 ans, il va à Flensbourg pour être apprenti auprès de Karl Diehl. Après sa formation, il rejoint l'écurie de Walter Günther, près de Hambourg, où Karin Schlüter met ses chevaux et dont il devient l'entraîneur personnel pendant douze ans. Il rencontre aussi Karin Rediske, qui deviendra son épouse. En 1974, lorsque l'écurie est dissoute, Rehbein accepte l'offre d'Otto Schulte-Frohlinde de rejoindre son domaine à Grönwohld qui devient l'un des centres européens de dressage les plus importants.
Herbert Rehbein remporte plusieurs fois le championnat d'Allemagne et le Deutsches Dressurderby. Mais ses principaux succès viennent de son entraînement.

## Source, notes et références
- (de) Cet article est partiellement ou en totalité issu de l’article de Wikipédia en allemand intitulé « Herbert Rehbein (Reiter) » (voir la liste des auteurs).
- (de) Karin Drewes, « Rehbein, Herbert Bernhard », dans Neue Deutsche Biographie (NDB), vol. 21, Berlin, Duncker & Humblot, 2003, p. 276–277 (original numérisé).
- (de) « Publications de et sur Herbert Rehbein », dans le catalogue en ligne de la Bibliothèque nationale allemande (DNB).